# Dos pistolas gemelas
Dos pistolas gemelas es una película de spaghetti western en coproducción de España e Italia de 1966, escrita y dirigida por Rafael Romero Marchent y protagonizada por Pili y Mili.

## Argumento
Las hermanas gemelas, Jenny y Sally viajan por el viejo oeste americano con su abuelo y su espectáculo de medicina. Cantan y bailan y demuestran sus habilidades para montar a caballo y disparar. Su abuelo tiene un pequeño problema con el juego, esto ocasiona su muerte cuando recibe un disparo accidental y mortal durante una partida de póker, pero se quedó con la mano ganadora. Así, Jenny y Sally heredan el rancho que había ganado su fallecido abuelo, pero una malvada pandilla de bandidos quieren robarles el rancho. Jimmy y Robert son dos buenos héroes que acuden en ayuda de las gemelas y finalmente derrotar a los bandidos.
- Datos: Q4004217